# Dictyocladium amplexum
Dictyocladium amplexum är en nässeldjursart som beskrevs av Vervoort och Watson 2003. Dictyocladium amplexum ingår i släktet Dictyocladium och familjen Sertulariidae. Inga underarter finns listade i Catalogue of Life.